# Mitsudomoe
Mitsudomoe (みつどもえ? lett. "Confronto a tre") è una serie di manga comici ideata dal mangaka Norio Sakurai, narranti la storia del trio di sorelle Marui e del loro, appena assunto, insegnante elementare Satoshi Yabe, innamorato dell'infermiera della scuola. Le storie sono state pubblicate a puntate dalla casa editrice Akita Shoten sul magazine shōnen Weekly Shōnen Champion a partire dal 2006, in seguito raccolte in 19 volumi tankōbon. Nel corso del 2010, dal manga è stata tratta una serie anime di 13 episodi.
Una seconda serie intitolata Mitsudomoe zōryōchū! (みつどもえ 増量中！?) è stata trasmessa dall'8 gennaio al 27 febbraio 2011.

## Trama
Satoshi Yabe, insegnante elementare appena assunto, è terrorizzato dalle sue nuove studenti, il trio Marui. Satoshi Yabe, soprannominato Yabe-cchi, ha appena iniziato la sua nuova vita come insegnante elementare, il primo giorno di lavoro si innamora immediatamente dell'infermiera della scuola, ma si accorge che il suo lavoro gli ha riservato delle sorprese, ben presto infatti capisce che nella sua classe a dettare legge sono il trio di sorelle Marui.

## Personaggi

Da sinistra a destra: Futaba, Hitoha e Mitsuba Marui

Mitsuba Marui (丸井 みつば?, Marui Mitsuba)
Doppiata da: Ayahi Takagaki
La più grande delle sorelle Marui, Mitsuba si diverte a fare dispetti e meschinità, ed è descritta come una giovane sadica. È tuttavia facilmente imbarazzabile, e tende a nascondere i propri sentimenti. Una gag ricorrente nella serie vede il suo banco continuamente distrutto da Futaba.
Futaba Marui (丸井 ふたば?, Marui Futaba)
Doppiata da: Satomi Akesaka
La seconda delle sorelle Marui, Futaba è iperenergetica e piuttosto ingenua, nonostante la sua insana passione per i seni femminili, al punto di utilizzare un cuscino a forma di seno. Spesso termina le frasi con il suffisso "su", abbreviazione di desu.
Hitoha Marui (丸井 ひとは?, Marui Hitoha)
Doppiata da: Haruka Tomatsu
La più giovane delle sorelle Marui, Hitoha è silenziosa e misteriosa ed ha l'abitudine di leggere, anche in classe, romanzi erotici. In alcune situazioni, il suo sguardo sembra essere piuttosto spaventoso, al punto da terrorizzare persino gli insegnanti. La sua unica debolezza sembra essere Nipples, il criceto di cui si prende cura.
Satoshi Yabe (矢部 智?, Yabe Satoshi)
Doppiato da: Hiro Shimono
Giovane insegnante nella classe delle gemelle. Fa del suo meglio per tentare di tenere le cose sotto controllo, ma il suo carattere piuttosto debole tende a farlo diventare la vittima dei propri alunni. Sembra avere una infatuazione per l'infermiera scolastica.

## Episodi

### Prima stagione
| Nº       | Titolo italiano (traduzione letterale) Giapponese 「Kanji」 - Rōmaji                                                                        | In onda                                     | In onda |
| Nº       | Titolo italiano (traduzione letterale) Giapponese 「Kanji」 - Rōmaji                                                                        | Giapponese                                  |         |
| 1        | La famiglia Marui! Il buono, il cattivo e il temibile! 「丸井家！ 良い子 悪い子 恐ろしい子！！」 - Marui-ke! Yoi ko warui ko osoroshii ko!! | 2 luglio 2010                               |         |
| 2        | Queste tre ragazze sono inarrestabili 「三つ子がとまらない」 - Mitsugo ga tomaranai                                                         | 9 luglio 2010                               |         |
| 3        | Tanti peccatori 「不審者がいっぱい」 - Fushinsha ga ippai                                                                                   | 16 luglio 2010                              |         |
| 4        | Tette, mutandine bianche e io 「乳と白パンツと小生」 - Chichi to shiro-pantsu to shousei                                                    | 23 luglio 2010                              |         |
| 5        | Reggiseno! Reggiseno! Maiale! 「ブラ！ブラ！ブタ！」 - Bura! Bura! Buta!                                                                    | 30 luglio 2010                              |         |
| 6        | Cappelli e intimo vanno in testa!? 「帽子とパンツはかぶるためにある！？」 - Boushi to pantsu wa kaburu tame ni aru!?                        | 6 agosto 2010                               |         |
| 7        | Non puoi aiutare ciò che ami!? 「ガチで愛してしょうがない！？」 - Gachi de aishite shouganai!?                                              | 13 agosto 2010                              |         |
| 8        | Runner 「Runner」 | 22 agosto 2010                              |         |
| 9        | Babbo Natale è la mia eccentricità 「変人はサンタクロース」 - Henjin wa Santa Kurōsu                                                        | 29 agosto 2010                              |         |
| 10       | Saremo XXX 「×××になる」 - XXX ni naru | 5 settembre 2010                            |         |
| 11       | Le cose si fanno strane in 5 secondi 「マジで変する５秒前」 - Maji de hen suru go byō mae                                                   | 12 settembre 2010                           |         |
| 12       | Non posso raggiungerti 「君に届かない」 - Kimi ni todokanai                                                                                 | 19 settembre 2010                           |         |
| 13       | Una giornata a casa Marui 「丸井さんの家庭の日常」 - Marui-san no katei no nichijou                                                         | 26 settembre 2010                           |         |
| 14 (OAV) | Tanti seni, mamma sta bene 「OPPAI IPPAI ママ元気」 - OPPAI IPPAI mama genki                                                                | 23 febbraio 2011 (DVD/BD) 6 marzo 2011 (TV) |         |

### Seconda stagione
| Nº | Titolo italiano (traduzione letterale) Giapponese 「Kanji」 - Rōmaji | In onda          | In onda |
| Nº | Titolo italiano (traduzione letterale) Giapponese 「Kanji」 - Rōmaji | Giapponese       |         |
| 1  | Il serio sentai Gachiranger episodio 21 - I bambini presi di mira! Conto alla rovescia per il destino del Giappone! 「本気戦隊ガチレンジャー第21話「狙われた子供たち！日本滅亡カウントダウン！」」 - Honki sentai Gachirenjā dai 21 wa nerawareta kodomotachi! Nihon metsubou Kauntodaun! | 8 gennaio 2011   |         |
| 2  | Casa Marui è al completo! 「丸井家、もう一杯!」 - Marui-ke, mou ippai! | 15 gennaio 2011  |         |
| 3  | Al culmine della tua perversione 「変態ざかりの君たちへ」 - Hentaizakari no kimitachi e | 22 gennaio 2011  |         |
| 4  | Beautiful Trauma 「ビューティフル トラウマー」 - Byūtifuru Toraumā | 29 gennaio 2011  |         |
| 5  | L'aula silenziosa 「沈黙の教室」 - Chinmoku no kyōshitsu | 6 febbraio 2011  |         |
| 6  | Se il bagno è chiuso, usa la neve 「トイレがあいてないなら雪の上にすればいいじゃない」 - Toire ga aitenai nara yuki no ue ni surebaii janai | 13 febbraio 2011 |         |
| 7  | Moe trentenne? 「みそじもえ?」 - Misoji moe? | 20 febbraio 2011 |         |
| 8  | Queste tre ragazze continueranno ad andare avanti e avanti 「みつごは続くよどこまでも」 - Mitsugo wa tsuzuku yo doko made mo | 27 febbraio 2011 |         |

## Colonna sonora
Sigla di apertura
1. Mittsu kazoete daishuugou! (みっつ数えて大集合!?) cantata da Ayahi Takagaki, Satomi Akesaka e Haruka Tomatsu

Sigla di chiusura
1. Yume-iro no koi (夢色の恋?) cantata da Saori Atsumi